# Кемберг
Кемберг (нем. Kemberg) — город в Германии, в земле Саксония-Анхальт. 
Входит в состав района Виттенберг. Подчиняется управлению Кемберг.  Население составляет 10 972 человека (на 31 декабря 2010 года). Занимает площадь 65,02 км². Официальный код  —  15 1 71 028.

## Фотографии

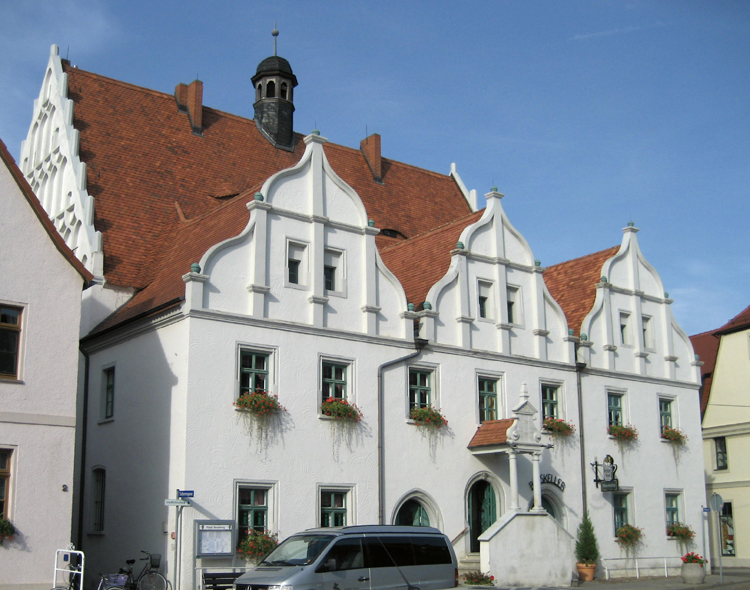
Ратуша
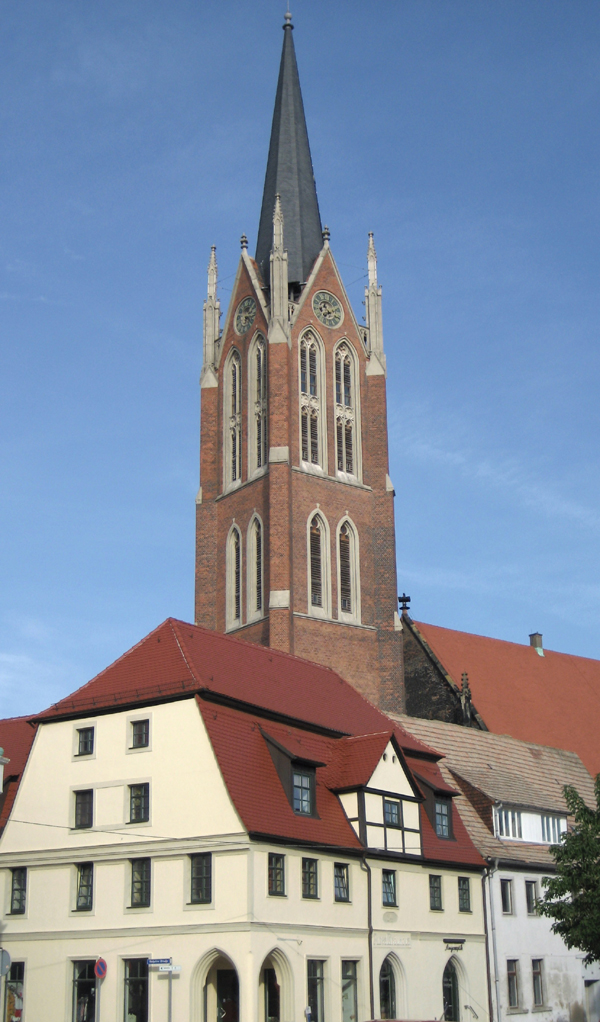
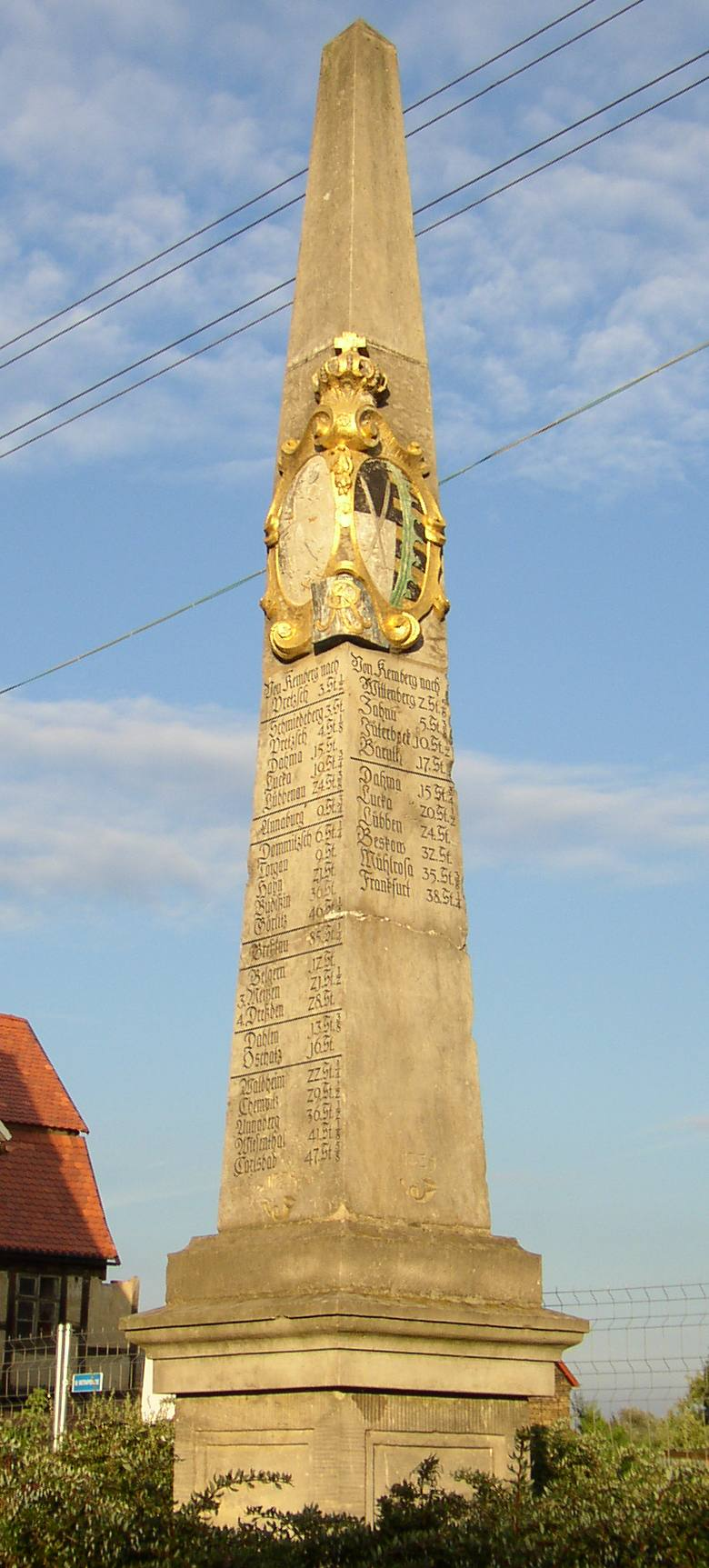